# الإمبراطور (فلم)
الإمبراطور هو فيلم مصري عرض عام 1990، بطولة أحمد زكي ورغدة ومحمود حميدة وأبو بكر عزت، من إخراج طارق العريان، الفيلم مقتبس من الفيلم الأمريكي Scarface

## قصة الفيلم
تتناول القصة رحلة صعود (زينهم)، شاب نزل مصر هاربًا من (الصعيد) بحثًا عن لقمة العيش، يصعد في عالم الجريمة المنظمة وتهريب المخدرات، يشاركه في رحلة الجريمة صديقه (إبراهيم)، وعندما يصبح واحدا من أكبر مهربي المخدرات (الهيروين)، ويصبح المسيطر على سوقها في (مصر) بالتحالف مع مهرب إسرائيلي، يتزوج بالراقصة (حياة) بعد تخلصه من (سليم) تاجر المخدرات الذي كان يعمل لديه في بداية مشواره، ويتحول إلى تصفية كل من يقف في طريقه، يتحول إلى إدمان المخدرات، ويقتل صديقه الحميم (إبراهيم)، بعدما يشك في خيانة زوجته الراقصة معه.

## طاقم التمثيل
- أحمد زكي: (زينهم)
- رغدة: (حياة)
- أبو بكر عزت: (سليم)
- حسين الشربيني: (سعيد)
- عبد الله محمود: (خميس)
- محمود حميدة: (إبراهيم)
- كمال حسين: (المدعي الاشتراكي)
- سيد صادق: (البلعوطي)
- ناهد سمير: (أم زينهم)
- محمد متولي: (الضابط)
- مخلص البحيري: (محامي زينهم)
- خليل مرسي: (وكيل النيابة)

## فريق العمل
- تأليف: فايز غالي
- إخراج: طارق العريان
- مدير التصوير: سعيد شيمي، محمود عبد السميع
- مونتاج: عادل منير
- إنتاج: رياض العريان
- موسيقى تصويرية: ياسر عبد الرحمن
- توزيع داخلي: الأنوار للسينما (رياض العريان - سيد طنطاوي)
- توزيع خارجي: سينماتيك 88

## عن الفيلم
- الفيلم مأخوذ عن رواية Scarface عام 1929 تأليف الكاتب الأمريكى أرميتاغ تريل استندت إلى قصة حياة رجل العصابات الشهير آل كابوني، وقد تم تقديمها على شاشة السينما عام 1932 تحت نفس الاسم إخراج هاورد هوكس، ثم أعيد تقديمها عام 1983 تحت نفس الاسم إخراج براين دي بالما، وفي عام 1989 قدمت في مصر تحت اسم «الفتى الشرير» بطولة نور الشريف وإخراج محمد عبد العزيز.

## وصلات خارجية
- مقالات تستعمل روابط فنية بلا صلة مع ويكي بيانات